# Mount Adam Joachim
Mount Adam Joachim  este un munte cu altitudinea de 3094 m deasupra n.m. situat în Parcul Național Jasper, provincia Alberta, Canada. Muntele a fost numit "Mount Adam Joachim" în anul 1968 de J. Monroe Thorington, după " Adam Joachim" care a fost ghidul lui  Alfred J. Ostheimer în expediția din anul 1927 intreprinsă în Câmpurile de gheață din Columbia.
1. ↑  Bivouac Mountain Encyclopedia, accesat în 23 februarie 2025